# Wilhelm Karl von Urach
Wilhelm Karl von Urach (ur. 30 maja 1864 w Monako, zm. 24 marca 1928 w Rapallo) – książę Urach, hrabia Wirtembergii, w 1918 proklamowany królem Litwy jako Mendog II (lit. Mindaugas II).

## Życiorys
Był synem księcia Wilhelma i księżniczki Florestyny Grimaldi. Jego ojciec był głową morganatycznej linii książąt Wirtembergii. 
Wilhelm był kandydatem na trony kilku państw europejskich. Przez swoją matkę posiadał prawo do tronu księstwa Monako, tym bardziej że następca tronu Ludwik miał tylko nieślubną córkę. Był brany pod uwagę przy wyborze władcy Albanii, tytuł jednak otrzymał książę Wilhelm zu Wied. Wysunięto również jego kandydaturę na króla polskiego. 
4 lipca 1918 roku został ogłoszony przez Tarybę królem Litwy pod imieniem Mendoga II. 11 lipca 1918 przyjął wybór. 2 listopada 1918 roku przez ten sam organ został władzy pozbawiony w związku z uchwaleniem tymczasowej konstytucji, która wprowadzała ustrój republikański. Władca nie mówił po litewsku, nigdy również nie przyjechał na Litwę. Jego wybór spowodowany był kilkoma przesłankami: był katolikiem, nie należał do rodziny Hohenzollernów, posiadał doświadczenie militarne, gdyby Państwa Centralne wygrały – Litwa miała otrzymać ich ochronę przed Rosją. Po przegranej Niemiec Litwa została republiką.

## Odznaczenia
- Krzyż Wielki Orderu Korony (Wirtembergia)[3]
- Krzyż Wielki Orderu Zasługi Wojskowej (Wirtembergia)
- Krzyż Wielki Orderu Fryderyka (Wirtembergia)[3]
- Odznaka za Służbę Wojskową I klasy (Wirtembergia)[3]
- Złoty Medal Jubileuszowy (Wirtembergia)[3]
- Order Orła Czarnego (Prusy)[3]
- Krzyż Honorowy I Klasy Orderu Książęcego Hohenzollernów (Hohenzollern-Sigmaringen)[3]
- Order Świętego Huberta (Bawaria)[3]
- Order Korony Rucianej (Saksonia)[3]
- Krzyż Wielki Orderu Korony Wendyjskiej z koroną w rudzie (Meklemburgia)[3]
- Krzyż Wielki Orderu Sokoła Białego (Saksonia-Weimar-Eisenach)[3]
- Krzyż Honorowy I Klasy Orderu Domowego Schaumburg-Lippeńskiego[3]
- Krzyż Wielki Orderu Danebroga (Dania)[3]
- Krzyż Honoru i Dewocji Orderu Świętego Jana (Zakon Maltański)[3]
- Krzyż Wielki Orderu Świętego Karola (Monako)[3]
- Order Osmana I klasy (Imperium Osmańskie)[3]

## Rodzina
Wilhelm był dwukrotnie żonaty. Pierwszą żoną była poślubiona 4 lipca 1892 roku Amelia Wittelsbach, córka księcia Karola Teodora Wittelsbacha i Zofii Wettyn. Mieli dziewięcioro dzieci:
- Maria (1893–1908)
- Elżbieta (1894–1962)
- Karolina (1896–1980)
- Wilhelm (1897–1957)
- Karol (1899–1981)
- Małgorzata (1901–1975)
- Albert (1903–1969)
- Eberhard (1907–1969)
- Matylda (1912–2001)

Drugą żoną była Wiltruda, córka króla Bawarii, Ludwika III i Marii Teresy Habsburg-Este. Ożenił się z nią 26 listopada 1924 roku. Nie mieli dzieci.